# Dagmar Bláhová
Dagmar Bláhová, v zahraničí vystupující pod uměleckým jménem Dasha Blahova či Dasha Blaha (* 5. března 1949 Radčice, Liberec) je česko-australská herečka, divadelní režisérka, překladatelka, spisovatelka a filmová pedagožka.

## Život
Na Divadelní akademii múzických umění v Praze vystudovala loutkoherectví. 
Patří mezi české herečky s výrazným komediálním talentem. Vystupovala pohostinsky v různých divadlech malých forem (například Semafor či Ypsilonka), několik let hrála po boku Bolka Polívky v brněnském divadle Husa na provázku. 
V roce 1980 se provdala a emigrovala přes Paříž do Austrálie. V Sydney úspěšně působila nejen jako herečka, populární především v 33 epizodách televizního seriálu Sousedé (Neighbours), ale i jako režisérka. Je autorkou knihy australských pohádek a překladatelkou několika divadelních her, například Monology vagíny. 16 let provozovala vlastní Intimní divadlo Bláhové Dáši.
V roce 1998 se vrátila do Prahy, kde nyní žije. Působí také jako pedagožka na FAMU, kde vyučuje anglicky (a nyní i česky) mluvící studenty, budoucí režiséry. Ze svých dvou manželství má dceru Maiu (vystudovala filmovou režii a žije v Austrálii) a syna Olivera.

## Filmografie, výběr

### Česká
- 1972 ... a pozdravuji vlaštovky
- 1973 Jana Eyrová (seriál)
- 1976 Hra o jablko (režie: Věra Chytilová)
- 1978 Nechci nic slyšet (režie: Ote Koval)
- 1981 Kalamita (režie: Věra Chytilová)
- 1990 Muka obraznosti
- 1994 Nexus
- 1998 Pasti, pasti, pastičky (režie: Věra Chytilová)
- 2001 Stříbrná paruka (TV seriál)
- 2001 Podzimní návrat
- 2007 Chyťte doktora
- 2007 – 2009 Velmi křehké vztahy (TV seriál)
- 2009 Anglické jahody
- 2009 Zoufalci
- 2017 Milada, role: Františka Plamínková

### Zahraniční
- 1989 Sons of Steel
- 1988 Sands of the Bedouin (TV film)
- 1987 Hungry Heart
- 1987 Kvílení vlkodlaků 3
- 1985 Neighbours (TV seriál) – Sousedé
- 1984 Displaced Persons (TV film)